# Wołodymyr Troszkin
Wołodymyr Mykołajowycz Troszkin (ukr. Володимир Миколайович Трошкін, ros. Владимир Николаевич Трошкин, Władimir Nikołajewicz Troszkin; ur. 28 września 1947 w Jenakijewem w obwodzie donieckim, ZSRR, obecnie Ukraina, zm. 5 lipca 2020) – ukraiński piłkarz, grający na pozycji obrońcy, reprezentant Związku Radzieckiego, brązowy medalista olimpijski, trener.

## Kariera piłkarska

### Kariera klubowa
Rozpoczynał karierę w 1961 w miejscowej drużynie Zakładu Koksochemicznego w Jenakijewem. W 1966 występował już w podstawowym składzie zespołu Szachtar Jenakijewe. W latach 1968–1969 odbywał służbę wojskową w klubie SKA Kijów. Po zakończeniu służby w 1969 przeszedł do Dynama Kijów. Z nim też odnosił największe sukcesy: Mistrzostwo ZSRR w 1971, 1974, 1975 i 1977, krajowy puchar w 1974, Puchar Zdobywców Pucharów w sezonie 1974/1975 oraz Superpuchar Europy. Karierę zakończył w 1978 w klubie Dnipro Dniepropietrowsk.

### Kariera reprezentacyjna
W latach 1971–1977 wystąpił w 31 meczach radzieckiej reprezentacji strzelając 1 gola. Zdobył brązowy medal igrzysk olimpijskich w 1976 w Montrealu. Grał na mistrzostwach Europy w 1972, na których radziecka drużyna zajęła drugie miejsce.

## Kariera trenerska
Po zakończeniu kariery zawodniczej był najpierw w asystentem trenera, a potem głównym trenerem Awanharda Równe. Trenował też klub SKA Kijów oraz był asystentem trenera reprezentacji Ukrainy U-21 i reprezentacji Ukrainy. Potem pracował w Federacji Piłkarskiej Ukrainy.

## Sukcesy i odznaczenia

### Odznaczenia
- tytuł Mistrza Sportu ZSRR: 1970
- tytuł Mistrza Sportu Klasy Międzynarodowej: 1973
- tytuł Zasłużonego Mistrza Sportu ZSRR: 1975
- Order "Za zasługi" III klasy: 2004[2]
- Order „Za Zasługi” II klasy: 2015
- Order „Za Zasługi” I klasy: 2017